# Enric
Enric ist ein katalanischer männlicher Vorname. Die deutschsprachige Form des Namens ist Heinrich. Weiteres zu Herkunft und Bedeutung des Namens siehe hier. Die spanische Form des Namens ist Enrique.

## Namensträger
- Enric Bernat (1923–2003), spanischer Unternehmer
- Enric Casals (1892–1986), katalanischer Geiger, Komponist und Dirigent
- Enric Crous-Vidal (1908–1987), spanischer Grafiker
- Enric Gensana (1936–2005), spanischer Fußballspieler
- Enric Madriguera (1904–1973), US-amerikanischer Komponist
- Enric Marco (1921–2022), spanischer Autor, der sich fälschlich als NS-Opfer darstellte
- Enric Masip (* 1969), spanischer Handballspieler
- Enric Miralles (1955–2000), spanischer Architekt
- Enric Morera (1865–1942), spanischer Komponist
- Enric Prat de la Riba (1870–1917), spanischer Politiker
- Enric Rabassa (1920–1980), spanischer Fußballspieler und -trainer
- Enric Rabasseda (1933–2016), spanischer bildender Künstler
- Enric Saborit (* 1992), spanischer Fußballspieler
- Enric Sagnier (1858–1931), spanischer Architekt
- Enric Sió (1942–1998), spanischer Comiczeichner und Illustrator